# Enrique Stanko Vráz
Enrique Stanko Vráz (18. února nebo 8. dubna 1860 – 20. února 1932 Praha) byl český cestovatel a fotograf, možná bulharského původu. Navštívil různé části Severní, Jižní a Střední Ameriky, Asie a Afriky. Během svých cest nasbíral množství přírodnin a uměleckých předmětů, které věnoval Národnímu muzeu. Je autorem několika cestopisů – Z cest E. St. Vráze (1898), Napříč rovníkovou Amerikou (1900), V Siamu, v zemi bílého slona (1901), Čína (1904), Z dalekých světů (1910).

## Rodina a původ
Jeho původ je zahalen tajemstvím. On sám tvrdil, že se narodil 18. února (či 8. dubna) roku 1860 v bulharském městě Veliko Tărnovo. Jeho otec měl být ruský důstojník nebo diplomat a matka Češka. Mnoho historiků se však snaží toto Vrázovo tvrzení zpochybnit. Spekuluje se o tom, že by se pod pseudonymem Enrique Stanko Vráz mohl skrývat pohřešovaný básník německého původu Karel Illichmann (Osečenský), Ferdinand Schpale z Haliče, hrabě Kolowrat nebo nemanželský syn šlechtice Thurn Taxise. Vychoval jej český vlastenec Bukvička. Vráz měl údajně vystudovat českou střední vojenskou školu a začít studovat medicínu ve Švýcarsku, její studium však patrně nedokončil.

## Vrázovy cesty po Africe
Kolem roku 1880 se vydal do Severní Afriky. V přestrojení za Araba se pokoušel dostat z Maroka do muslimského města Timbuktu. Po třech letech marných pokusů se rozhodl dostat do Timbuktu z Gambie. V Gambii ho ale zaskočila malárie, a tak se na cestu vydává až v roce 1885. Vráz však po 322 km plavby po řece Gambii opět onemocněl malárií a musel se vrátit zpět. Na sklonku tohoto roku cestoval po Libérii, Sierra Leone, a po Ghaně, kde byl zajat kmenem Ašantů. Z jejich zajetí se mu však podařilo uniknout. Během svého pobytu v západní Africe nasbíral nesmírné množství přírodnin, asi 15 000 kusů hmyzu, 1200 ptáků, 600 savců a asi 800 kusů jiných předmětů. Velkou část z této sbírky zakoupil britský guvernér a nechal ji vystavit v Dublinu. Celou řadu z těchto přírodnin věnoval zcela zdarma v roce 1885 Národnímu muzeu.

## Vrázovy cesty po Jižní Americe
Ze západní Afriky se vydal na Kanárské ostrovy, aby se tu léčil z prodělané malárie. Seznámil se zde s polským knížetem Adamem Woronieckým a setkává se zde i se svým přítelem Jaroslavem Brázdou (1861–1918). V této době rozhodl, že procestuje Jižní Ameriku od východu na západ. Společně s Brázdou a Woronieckým se vydal v červenci 1889 na parníku Olinde Rodriguez na cestu do Jižní Ameriky. Po zastávkách na karibských ostrovech Guadeloupe, Martinik a Trinidad se vylodili ve Venezuele. Avšak kníže Woroniecký zemřel již po třech dnech na žlutou zimnici. Díky prodeji balaty (kaučuk) získal Vráz po dvou letech dostatek finančních prostředků a vydal se 23. listopadu 1892 na parníku Bolívar proti proudu Orinoka. Od města Caicara plul na deset metrů dlouhé kanoi Praga po Orinoku a po řece Río Negro až do brazilského Manausu. 3. července 1893 vyrazil z Manausu na parníku Perseveranza proti proudu Amazonky. V polovině července se dostal k peruánským hranicím. Po výpravě za kmenem „lovců lebek“ z okolí řeky Ucayali a po krátké cestě za sběrači kaučuku se v říjnu vydal do peruánských And. Po překonání několika průsmyků se dostává do městečka Cajamarca a 27. listopadu 1893 dorazil do přístavu Pacasmayo na březích Tichého oceánu. Tím byla jeho cesta napříč Amerikou u konce. Na chilském parníku Maipo připlul do Panamy a odtud se po krátké zastávce ve Venezuele dostal v roce 1894 do Evropy. V polovině července toho roku konečně přijel do Prahy s množstvím sbírek a fotografií. Přivezl s sebou také čtyřiačtyřicet ptáků a různých savců pro pražskou zoologickou zahradu. Avšak v této době zoologická zahrada nebyla ještě vybudována, a tak byl nucen všechna zvířata po krátké výstavě na Perštýně prodat do Vídně.

## Vrázovy cesty po USA, Japonsku, jihovýchodní Asii

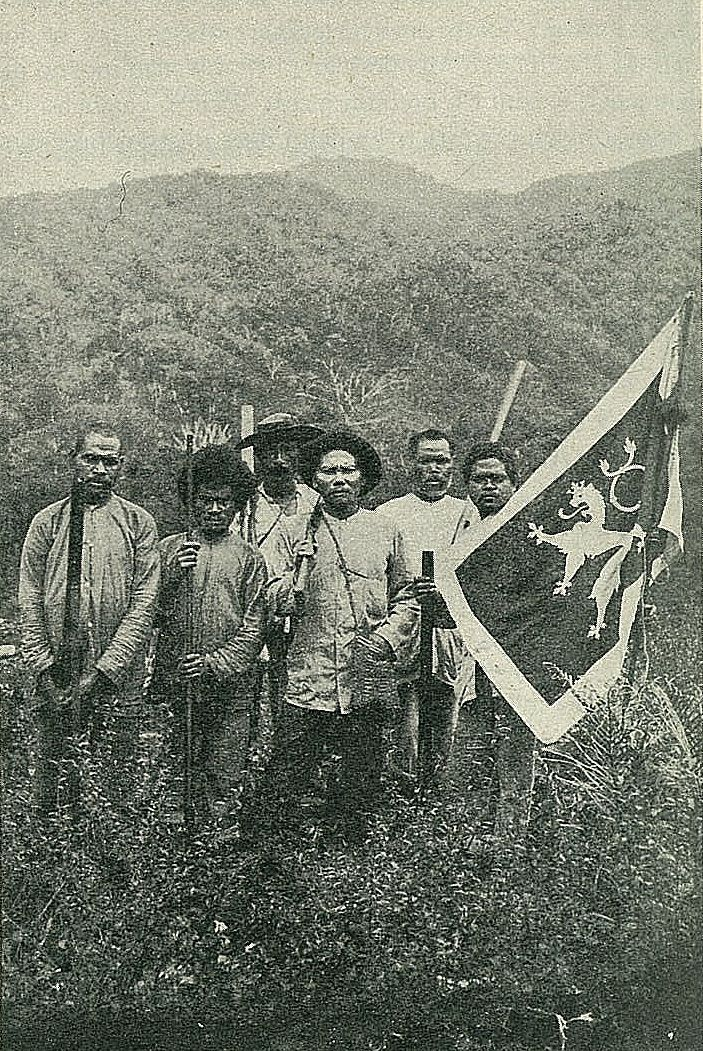
Vrázova výprava s českou vlajkou postupuje ke „Smetanovu pohoří“ na Nové Guineji

Po sérii přednášek v českých a moravských městech se v listopadu 1895 vydal do Severní Ameriky. Pořádal přednášky pro českou menšinu v Chicagu a New Yorku a USA opustil až v lednu 1896. Po 22 dnech plavby se dostal do Japonska. V Tokiu a Jokohamě nakoupil na úvěr množství uměleckých předmětů, které odeslal do Prahy a doufal, že se mu je podaří výhodně zpeněžit. Bohužel o ně nebyl zájem, a tak musel asi 10 000 zlatých zaplatit ze svých prostředků. Z Japonska se vydal do centrální Číny, kde se plavil po řece Jang-c’-ťiang až do Šanghaje. Přes Šanghaj, Nanking a Hongkong se dostal do Singapuru. Tento přístav se stal jeho výchozím bodem pro cestu na Borneo, kde chtěl lovit orangutany. Přibližně dva měsíce pobýval mezi Dajaky v povodí řeky Sadongu, Batang Luparu a Simujanu. Z Bornea se po krátké zastávce v Singapuru vydal v říjnu 1896 přes Moluky na Novou Guineu. V prosinci roku 1896 se dostal na území lidojedů Hatamů. Dostal se do sporů s domorodci, došly mu zásoby a jeho průvodci odmítali pokračovat v cestě do vnitrozemí. Zklamán se vrátil na pobřeží. Během své cesty však udělal mnoho geografických objevů a odvezl si s sebou mnoho cenných přírodnin. Většinu z této unikátní sbírky, ve které byly i rajky či paježura, však musel odprodat do Londýna, protože Praha neměla dostatek peněz k úhradě dopravy do Čech. Důležitá byla i závěrečná odbočka do Siamu, odkud v roce 1897 přivezl do Čech bojovnice pestré, které se tak staly prvními tropickými rybami v českých akváriích.

## Vrázův návrat do USA a svatební cesta po Mexiku
Po pár měsících však odjel do Venezuely a z Venezuely po zastávce na Kubě přijel do USA, kde v Chicagu žila jeho snoubenka Vlasta Geringerová, dcera českého nakladatele, kterou poznal již v Praze u Náprstků. Po svatbě v prosinci 1897 se společně vydali na svatební cestu do Mexika, kde mimo jiné vystoupili na sopku Popocatepetl. V roce 1899, po sérii přednášek, přijel do Arizony a Nového Mexika za indiány kmene Hopi a pořídil množství unikátních fotografií.

## Vrázova cesta do Číny a Koreje
Boxerské povstání v Číně v roce 1900 v něm opět vzbudilo zájem o tuto zemi. V lednu 1901, krátce po potlačení povstání, připlul do města Tiencinu, ze kterého pak vlakem odjel do Pekingu. V Pekingu se jako jeden z prvních Evropanů procházel po Zakázaném městě a pořídil jeho fotografie. Po třech měsících v Číně se vydal do Mandžuska a odtud do Koreje, kde byl hostem samotného korejského prince. Zpět do Evropy cestoval z Vladivostoku přes Sibiř a Moskvu. V Evropě se příliš nezdržel (nezastavil se ani v Praze) a přes Brémy odjel do USA, kde žil společně se svou ženou a se svými dětmi, synem Vítězslavem a dcerou Vlastou.

## Závěr Vrázova života

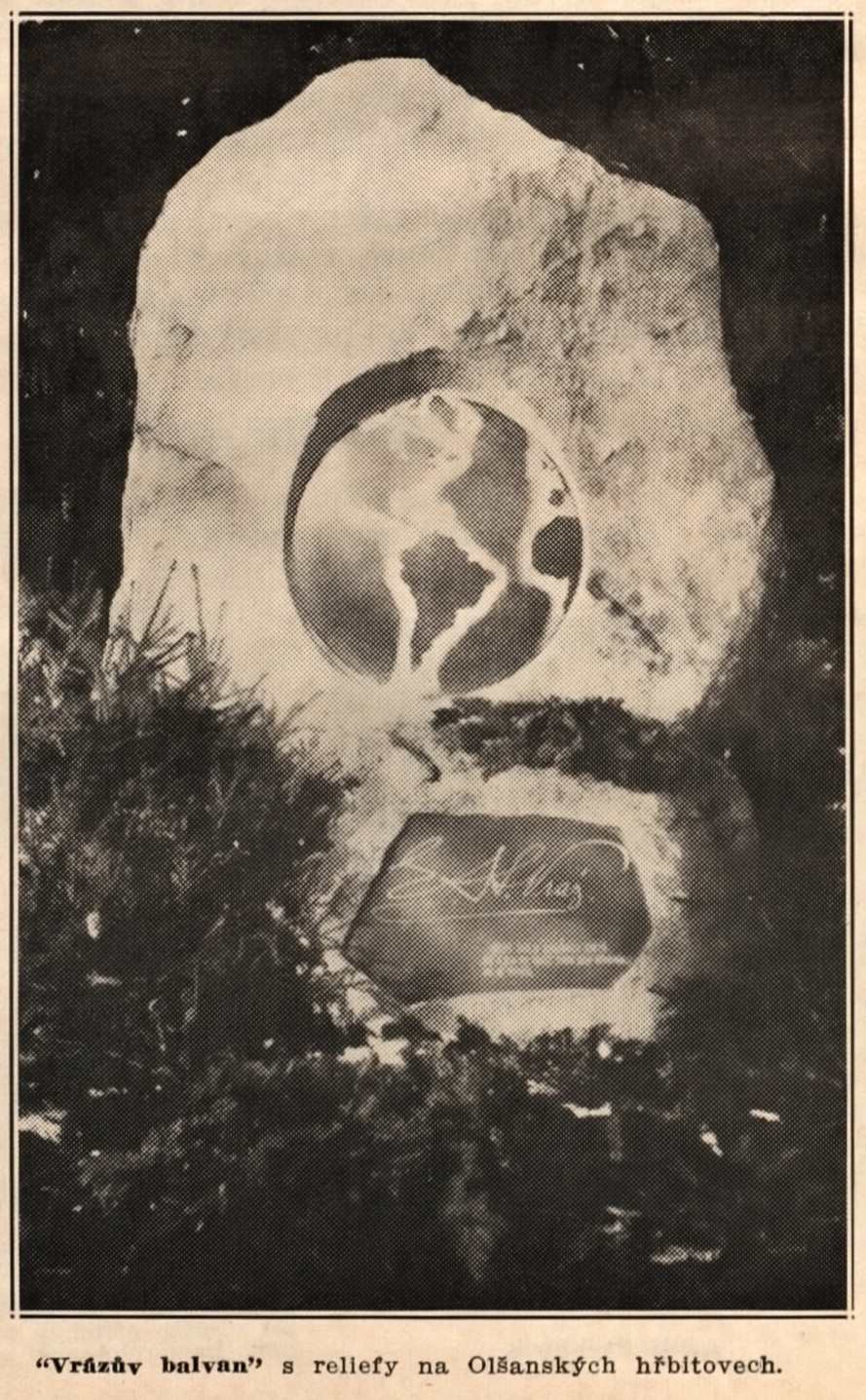
Hrob E. St. Vráze na Olšanských hřbitovech v Praze

V letech 1903–1904 objížděl hlavní města Jižní Ameriky, kde především fotografoval a pořádal přednášky. Roku 1904 navštívil již podruhé Mexiko a zde se společně s americkým archeologem E. H. Thompsonem zúčastnil vykopávek v mayském městě Chichén Itzá. V roce 1907 se na krátkou dobu přestěhoval do Prahy, ale kvůli nedostatku finančních prostředků se musel vrátit zpět do USA. Po návratu do USA vstoupil postupně do politiky, stal se totiž zplnomocněncem pražské Národní rady, aby založil její americkou větev. Postupně se naplno zapojil do čechoamerického společenského života, dokonce spolupracoval i na předvolební kampani příštího prezidenta Wilsona. Právě v této době začal mít potíže se srdcem a na jeho levé paži se objevily známky rakoviny, kterou zastavila až amputace paže v roce 1920.
Natrvalo se se svou ženou a dcerou Vlastou (* 1900, Chicago) vrátil do Prahy 31. srpna 1921. Nezískal práci ani v Národním, ani v Náprstkově muzeu. Zdrojem peněz mu byly pouze jeho přednášky a literární honoráře, proto také žil v dělnické čtvrti v Holešovicích. Začal často trpět těžkými depresemi, které si léčil v podolském sanatoriu profesora Prusíka. Dne 20. února 1932 zemřel v Praze, ve svých dvaasedmdesáti letech. Pohřben je na Olšanských hřbitovech v Praze, kde se jeho hrob po letech chátrání dostal do projektu adopce a byl rekonstruován.

## Rodina Enrique Stanko Vráze
V prosinci roku 1897 se v Chicagu E. St. Vráz oženil s Vlastou rozenou Geringerovou (* 2. 8. 1875, Chicago), dcerou Augusta Geringera (1842–1930), rodáka z Březnice (okr. Příbram), nakladatele chicagských krajanských novin Svornost. V Chicagu se manželům Vrázovým 18. června 1900 narodila dcera Vlasta Adela a 4. dubna 1904 syn Edgar Vítěslav. Dcera Vlasta byla činná v USA v krajanských hnutích, organizovala humanitární a materiální pomoc pro Československo po druhé světové válce. Syn Vítěslav, používající anglicky znějící jméno Victor, v letech 1932 a 1933 vyučoval v Praze na Univerzitě Karlově, později získal doktorát na Northwestern University (Severozápadní univerzita) v městě Evanston (Illinois), kde následně přednášel ekonomii a obchod a zde 23. srpna 1939 zemřel. Místem odpočinku Vlasty Vrázové i jejich potomků Vlasty a Vítěslava je Český národní hřbitov v Chicagu.

## Literární činnost
První Vrázovy texty, se kterými se mohli čeští čtenáři seznámit na stránkách českých periodik, posílal Vráz z Venezuely. Příkladem je text nazvaný V Západní Africe napsaný Vrázem 6. června 1890 a otištěný na pokračování na stránkách časopisu Vesmír v prvních měsících 1891.
O rok později časopis Zlatá Praha na pokračování otiskl Vrázovy vzpomínky nazvané Cesty jihoamerickou republikou Venezuelou. Vráz popisu svého působení a cestování (na kánoi se jménem Praha) na řece Orinoko věnoval i texty otištěné v roce 1894, opět ve Zlaté Praze.
Pravidelně přispíval texty do kalendáře vydávaného v Chicagu jeho tchánem Augustem Geringerem (1842–1930). Menší část textů věnoval črtám ze svých cest. Častěji se věnoval krajanům, s nimiž se potkal na cestách v mnoha koutech světa. Většinu textů doplnil o fotografie pořízené na cestách.
- Město paláců čili Purpurové v Pekingu (včetně 5 Vrázem pořízených fotografií) [9]
- Několik pestrých obrázků z předešlé mé cesty Asií (včetně 9 Vrázem pořízených fotografií) [10]
- Všelicos o čínské soudnictví a krutosti trestů [11]
- Naši lidé v dálné cizině, 1906 [12]
- Naši lidé v dálné cizině II., 1907 (včetně 9 Vrázem pořízených fotografií) [13]
- Naši krajané v dálné cizině III., 1908 (včetně 2 Vrázem pořízených fotografií) [14]
- Naši krajané v dálné cizině, 1909 (včetně 6 fotografií) [15]
- Naši krajané v dálné cizině IV., 1910 (včetně 3 fotografií) [16]
- Naši krajané v dálné cizině, 1912 [17]
- Naši krajané v dálné cizině, 1913 [18]
- Zajímaví krajani, 1919 (včetně 2 fotografií) [19]

Enrique Stanko Vráz byl autorem mnoha cestopisů, které mu vedle přednášek získaly popularitu nejen v Čechách a na Moravě. Poprvé se čtenáři mohli s Vrázovým textem setkat v roce 1895. Nejednalo se však o Vrázův cestopis, ale tiskem vydanou přednášku o jeho pobytu v Maroku přednesou jím 23. února 1895 v Praze. První Vrázův text, opět ještě ne cestopis, obsahovala kniha Světem letem, vydaná v roce 1895 nakladatelstvím J. R. Vilímka v Praze. Kniha obsahovala necelých dvě stě padesát velkoformátových, kvalitně tištěných pohledů na architektonické, kulturní a přírodní památky Evropy, Afriky, Austrálie i všech tří Amerik a E. St. Vráz byl nakladatelem J. R. Vilímkem požádán o napsání předmluvy.
Prvním Vrázovým vydaným cestopisem byla v roce 1897 kniha Z cest E. St. Vráze. Původní Vrázův text pro tisk upravil Vrázův přítel, přírodovědec, spisovatel a překladatel Bohumil Bauše (1845–1924). V roce 1900 Vráz vydal první z dílů souboru cestopisů nazvaných Cesty světem. První z dílů věnoval svým cestám rovníkovou Afrikou. Druhý díl, s podtitulem V Siamu zemi bílého slona a třetí, věnovaný Vrázovým pobytům v Číně, vyšel v roce 1904.

## Výstavy
Výstavy spojené s osobností E. St. Vrázem lze rozdělit do dvou kategorií: výstavy konané za Vrázova života, výstavy organizované po jeho smrti.

### Výstavy konané za Vrázova života
První výstavu v Praze uspořádali bez Vrázovy účasti jeho přátelé Jaroslav Brázda a Vojta Náprstek, který umožnil Vrázovy sbírky ve svém Průmyslovém muzeu uskladnit a vystavit. Výstava se konala v dubnu a květnu roku 1894, v době, kdy Vráz byl ještě na cestách. V muzeu byly v jedné prostorné místnosti vystaveny etnografické předměty z Jižní Ameriky Vrázem zaslané V. Náprstkovi (např.: indiánská trofej z hlavy zabitého náčelníka, ozdoby z krovek brouků, peří, drápů, domorodé zbraně) a preparovaná zvířata darovaná Vrázem jednak do sbírek Náprstkova muzea, smíchovské měšťanské školy a obchodníka s přírodninami Václava Friče (1839–1916). Výstavu zdobily Vrázovy fotografie z cest a v jejím průběhu ji organizátoři doplňovali exponáty zasílanými E. St. Vrázem.
Druhou výstavu v Praze uspořádali E. St. Vráz a J. Brázda v červenci 1894, krátce po Vrázově příjezdu do Čech. Základem výstavy se stala živá zvířata, přivezená Vrázem z jihu Ameriky, představená pražskému obecenstvu před tím, než zvířata odvezla do svých sbírek vídeňská zoologická zahrada, kam je Vráz prodal.
Na sklonku roku 1894 uspořádal Vráz v Praze ještě jednu nevelkou výstavu, k níž si exponáty zapůjčil z Náprstkova Průmyslového muzea. Konala se v předsálí velkého sálu na Žofíně před jednou z velkých Vrázových přednášek.
Finanční výtěžek ze zmíněných výstav připadl E. St. Vrázovi na podporu jeho cest. Se stejným záměrem, finančním ziskem, E. St. Vráz a J. Brázda připravili další pražskou výstavu v červnu 1896. Na rozdíl od předchozích se však jednalo o výstavu prodejní, v níž Vráz k prodeji nabídl předměty dovezené z právě dokončené cesty Japonskem.

### Výstavy organizované po Vrázově smrti:
Náprstkovo muzeum asijských, afrických a amerických kultur
- Nejstarší fotografie ze zámoří (unikátní snímky tří českých cestovatelů – Enrique Stanko Vráze, Bedřicha Machulky a Alberto Vojtěcha Friče, z let 1883–1905 ve sbírkách Náprstkova muzea), 1989–1990
- Indiáni Hopi a jejich sousedé. Fotografie E. St. Vráze (kurátor Jiřina Todorovová, PhDr., CSc.), 13. 5. 2003 – 4. 1. 2004
- Fotografie E. St. Vráze z Venezuely (kurátor Jiřina Todorovová, PhDr., CSc.), 11. 9. 2003 – 4. 1. 2004
- E. St. Vráz v Číně. Fotografie z r. 1901 (kurátor Jiřina Todorovová, PhDr., CSc.), 11. 10. – 31. 12. 2006
- Šťastné ostrovy E. St. Vráze, 18. 6. 2010 – 31. 10. 2010
- Zaniklý svět na fotografiích E. St. Vráze (kurátor Jiřina Todorovová, PhDr., CSc.), 4. 11. 2016 – 22. 1. 2017

Seoul Museum of History
- Enrique Stanko Vráz's Visit to Seoul in 1901 / Soul roku 1901 objektivem E. St. Vráze a jak viděli Koreu další čeští cestovatelé, (kurátor Jiřina Todorovová, PhDr., CSc.), 14. 4. – 12. 6. 2011

ostatní
- Visiones, výstava fotografií českého cestovatele Enrique Stanko Vráze, Festival evropského filmu, Guanajuato (Mexiko), 25. 4. 2016 – 30. 4. 2016
- Zaniklý svět na fotografiích Enrique Stanko Vráze, Regionální muzeum ve Vysokém Mýtě, 3. 10. – 24. 11. 2017